# Błogoszewo
Błogoszewo (niem. Seeligenfeld) – wieś w Polsce położona w województwie warmińsko-mazurskim, w powiecie kętrzyńskim, w gminie Korsze.
W latach 1975–1998 miejscowość administracyjnie należała do województwa olsztyńskiego.
W roku 1973 do sołectwa Błogoszewo należały miejscowości Błogoszewo i Warnikajmy. Od 2016 r. do sołectwa należy oprócz Błogoszewa także Olszynka.